# White Company
White Company är ett berg i Antarktis. Det ligger i Sydshetlandsöarna. Argentina, Chile och Storbritannien gör anspråk på området. Toppen på White Company är 537 meter över havet.
Terrängen runt White Company är kuperad. Havet är nära White Company åt nordost. Trakten är obefolkad. Det finns inga samhällen i närheten. 